# Прата-Кампортаччо
Прата-Кампортаччо (італ. Prata Camportaccio) — муніципалітет в Італії, у регіоні Ломбардія,  провінція Сондріо.
Прата-Кампортаччо розташована на відстані близько 550 км на північний захід від Рима, 100 км на північ від Мілана, 40 км на північний захід від Сондріо.
Населення — 2968 осіб (2014).

## Демографія
Населення за роками:

Станом на 1 січня 2023 року в муніципалітеті офіційно проживало 125 іноземців з 26 країн, серед них 18 громадян країн Євросоюзу та 11 громадян України.

## Сусідні муніципалітети
- К'явенна
- Гордона
- Мезе
- Новате-Меццола
- Пьюро
- Самолако